# Plectonotum ecuadoranum
Plectonotum ecuadoranum es una especie de coleóptero de la familia Cantharidae.

## Distribución geográfica
Habita en Ecuador.